# 鸭羹
《鸭羹》（英語：Duck Soup）是一部1933年由马克思兄弟主演的黑白喜剧电影。本片现在广泛被影评人视为喜剧电影中的杰作，也被认为是马克思兄弟的巅峰之作。